# Liste der Länderspiele der serbischen Futsalnationalmannschaft der Frauen
Die nachfolgende Liste enthält alle Länderspiele der serbischen Futsalnationalmannschaft der Frauen, die der Fußballverband von Serbien, der Fudbalski savez Srbije (FSS), im Jahr 2018 gegründet hat. Futsal ist die einzige von der FIFA anerkannte Variante des Hallenfußballs. Bisher wurden fünf Länderspiele ausgetragen.

## Länderspielübersicht
Legende
- Erg. = Ergebnis
- n. V. = nach Verlängerung
- i. S. = im Sechsmeterschießen
- abg. = Spielabbruch
- H = Heimspiel
- A = Auswärtsspiel
- * = Spiel auf neutralem Platz
- Hintergrundfarbe grün = Sieg
- Hintergrundfarbe gelb = Unentschieden
- Hintergrundfarbe rot = Niederlage

| Nr.                       | Datum      | Erg. | Gegner     |   | Austragungsort                                           | Anlass                                  | Bemerkungen |
| ------------------------- | ---------- | ---- | ---------- | - | -------------------------------------------------------- | --------------------------------------- | --- |
| 1                         | 25.08.2018 | 1:2  | Slowenien  | A | Laško (SVN), Dvorana Tri lilije                          | Freundschaftsspiel                      | Erstes Auswärtsspiel Erste Niederlage Erste Auswärtsniederlage Erstes Länderspiel gegen Slowenien                                              |
| 2                         | 26.08.2018 | 2:2  | Slowenien  | A | Laško (SVN), Dvorana Tri lilije                          | Freundschaftsspiel                      | Erstes Unentschieden Erstes Auswärtsunentschieden Höchstes Unentschieden Höchstes Auswärtsunentschieden                                        |
| 3                         | 12.09.2018 | 2:8  | Finnland   | * | Oliveira de Azeméis (POR), Pavilhão Dr. Salvador Machado | Europameisterschaft 2019- Qualifikation | Erstes Spiel auf neutralem Platz Erste Niederlage auf neutralem Platz Höchste Niederlage auf neutralem Platz Erstes Länderspiel gegen Finnland |
| 4                         | 13.09.2018 | 0:7  | Tschechien | * | Oliveira de Azeméis (POR), Pavilhão Dr. Salvador Machado | Europameisterschaft 2019- Qualifikation | Erstes Länderspiel gegen Tschechien |
| 5                         | 15.09.2018 | 0:11 | Portugal   | A | Oliveira de Azeméis (POR), Pavilhão Dr. Salvador Machado | Europameisterschaft 2019- Qualifikation | Höchste Niederlage Höchste Auswärtsniederlage Erstes Länderspiel gegen Portugal                                                                |
| Stand: 16. September 2018 |            |      |            |   |                                                          |                                         | |

## Statistik
In der Statistik werden nur die offiziellen Länderspiele berücksichtigt.
Legende
- Sp. = Spiele
- Sg. = Siege
- Uts. = Unentschieden
- Ndl. = Niederlagen
- Hintergrundfarbe grün = positive Bilanz
- Hintergrundfarbe gelb = ausgeglichene Bilanz
- Hintergrundfarbe rot = negative Bilanz

### Gegner
| Land       | Kontinentalverband | Sp. | Sg. | Uts. | Ndl. | Torverhältnis |
| ---------- | ------------------ | --- | --- | ---- | ---- | ------------- |
| Finnland   | UEFA               | 1   | 0   | 0    | 1    | 2:8           |
| Portugal   | UEFA               | 1   | 0   | 0    | 1    | 00:11         |
| Slowenien  | UEFA               | 2   | 0   | 1    | 1    | 3:4           |
| Tschechien | UEFA               | 1   | 0   | 0    | 1    | 0:7           |
| Gesamt     | Gesamt             | 5   | 0   | 1    | 4    | 05:30         |

### Kontinentalverbände
| Kontinentalverband                 | Sp. | Sg. | Uts. | Ndl. | Torverhältnis |
| ---------------------------------- | --- | --- | ---- | ---- | ------------- |
| AFC (Asien)                        | 0   | 0   | 0    | 0    | 0:0           |
| CAF (Afrika)                       | 0   | 0   | 0    | 0    | 0:0           |
| CONCACAF (Nord- und Mittelamerika) | 0   | 0   | 0    | 0    | 0:0           |
| CONMEBOL (Südamerika)              | 0   | 0   | 0    | 0    | 0:0           |
| OFC (Ozeanien)                     | 0   | 0   | 0    | 0    | 0:0           |
| UEFA (Europa)                      | 5   | 0   | 1    | 4    | 05:30         |
| Gesamt                             | 5   | 0   | 1    | 4    | 05:30         |

### Anlässe
| Anlass                                   | Sp. | Sg. | Uts. | Ndl. | Torverhältnis |
| ---------------------------------------- | --- | --- | ---- | ---- | ------------- |
| Europameisterschaft-Qualifikationsspiele | 3   | 0   | 0    | 3    | 02:26         |
| Freundschaftsspiele                      | 2   | 0   | 1    | 1    | 3:4           |
| Gesamt                                   | 5   | 0   | 1    | 4    | 05:30         |

### Spielarten
| Spielart                       | Sp. | Sg. | Uts. | Ndl. | Torverhältnis |
| ------------------------------ | --- | --- | ---- | ---- | ------------- |
| Heimspiele (H)                 | 0   | 0   | 0    | 0    | 0:0           |
| Spiele auf neutralem Platz (*) | 2   | 0   | 0    | 2    | 02:15         |
| Auswärtsspiele (A)             | 3   | 0   | 1    | 2    | 03:15         |
| Gesamt                         | 5   | 0   | 1    | 4    | 05:30         |

### Austragungsorte
| Austragungsort      | Land      | Sp. | Sg. | Uts. | Ndl. | Torverhältnis |
| ------------------- | --------- | --- | --- | ---- | ---- | ------------- |
| Laško               | Slowenien | 2   | 0   | 1    | 1    | 3:4           |
| Oliveira de Azeméis | Portugal  | 3   | 0   | 0    | 3    | 02:26         |
| Gesamt              | Gesamt    | 5   | 0   | 1    | 4    | 05:30         |

### Spielergebnisse
|      | Gegentore | Gegentore | Gegentore | Gegentore | Gegentore | Gegentore | Gegentore | Gegentore | Gegentore | Gegentore | Gegentore | Gegentore |
| Tore | 0         | 1         | 2         | 3         | 4         | 5         | 6         | 7         | 8         | 9         | 10        | 11        |
| ---- | --------- | --------- | --------- | --------- | --------- | --------- | --------- | --------- | --------- | --------- | --------- | --------- |
| 0    | -         | -         | -         | -         | -         | -         | -         | 1         | -         | -         | -         | 1         |
| 1    | -         | -         | 1         | -         | -         | -         | -         | -         | -         | -         | -         | -         |
| 2    | -         | -         | 1         | -         | -         | -         | -         | -         | 1         | -         | -         | -         |